# Impatiens omeiana
Impatiens omeiana är en balsaminväxtart som beskrevs av Joseph Dalton Hooker. Impatiens omeiana ingår i släktet balsaminer, och familjen balsaminväxter. Inga underarter finns listade i Catalogue of Life.

## Bildgalleri

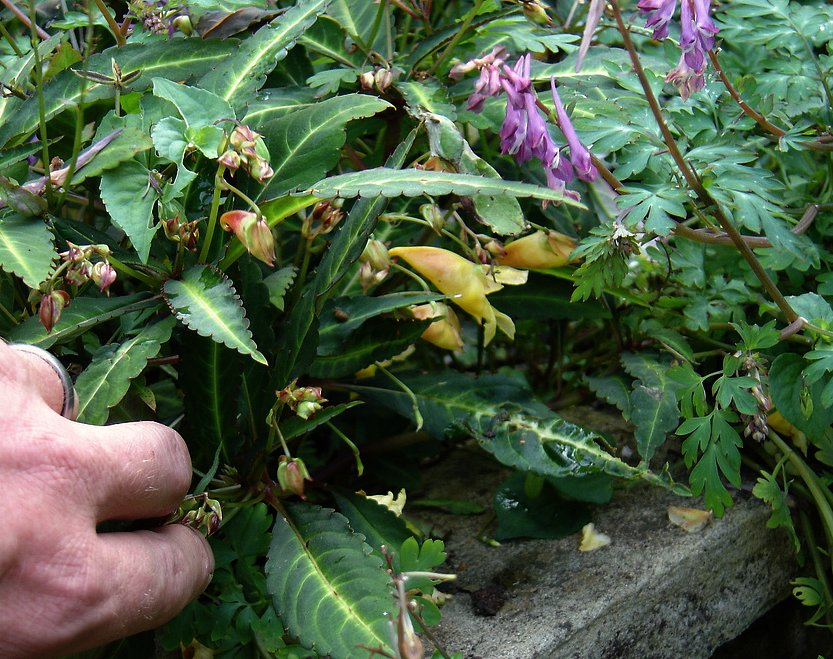
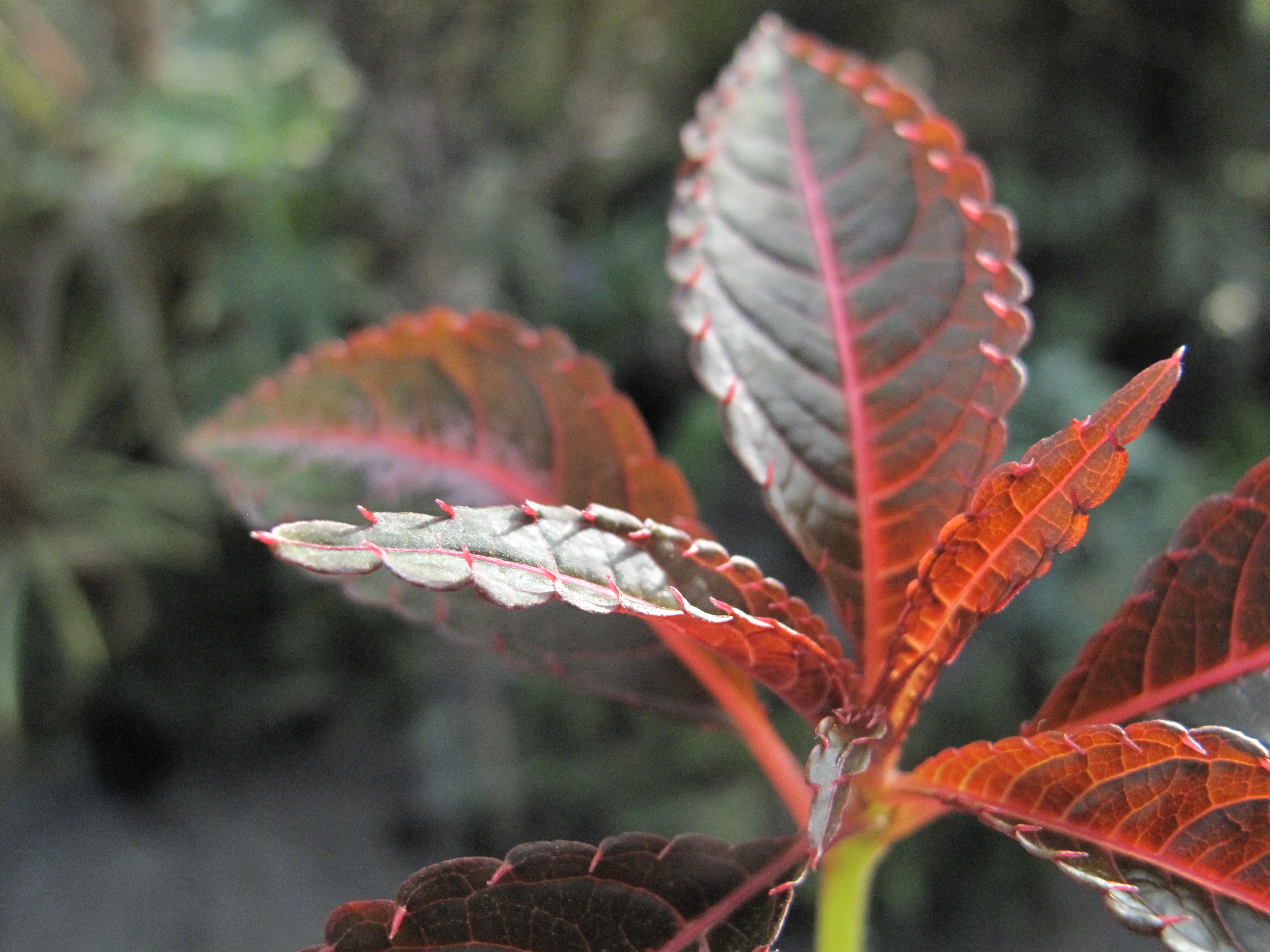